# Carlo Mense

Porträtfoto von Carlo Mense 1912

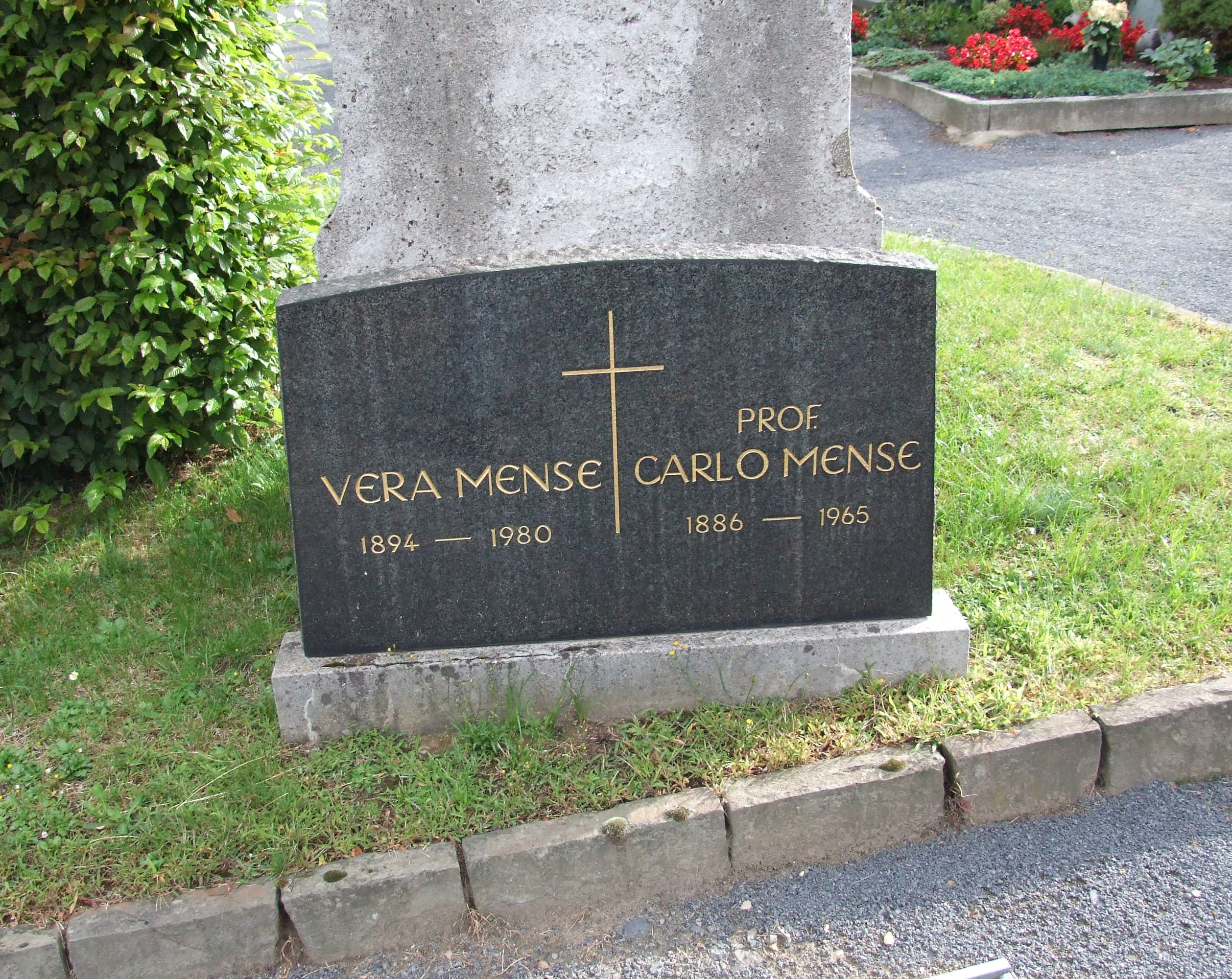
Grab von Carlo Mense auf dem Alten Friedhof in Bad Honnef

Carlo Mense, auch Carl, (* 13. Mai 1886 in Rheine; † 11. August 1965 in Königswinter) war ein deutscher Maler des Rheinischen Expressionismus und der Neuen Sachlichkeit. Er war Professor an der Staatlichen Akademie für Kunst und Kunstgewerbe Breslau.

## Leben
Als zweitjüngstes von sieben Kindern begann Carlo Mense auf Wunsch seines Vaters eine kaufmännische Lehre, die er jedoch abbrach, um sich der Malerei zu widmen.
Nach dem Militärdienst studierte er von 1906 bis 1908 auf Rat August Mackes an der Kunstakademie Düsseldorf bei Peter Janssen. Eine Reise mit seinem Bruder, dem Maler, Philosophiestudenten und Schriftsteller Rudolf Mense (* 1882), führte ihn nach Ascona auf den Monte Verità, wo er mit der Reformbewegung in Kontakt kam, die ihn entscheidend beeinflusste. 1908 studierte Mense bei Lovis Corinth in Berlin weiter, verließ die Stadt jedoch bald wieder, um seine Studien in Weimar und München fortzusetzen.
1910 kehrte der junge Maler ins Rheinland zurück und trat der gerade gegründeten Cölner Secession und 1911 dem Gereonsklub bei, zudem wurde er unter dem Pseudonym „Otto Marto“ Mitglied der Werkleute auf Haus Nyland. Bereits 1912 waren seine Werke bei der Sonderbund-Ausstellung in Köln vertreten, ebenso bei der 1913 von August Macke initiierten Ausstellung Die Rheinischen Expressionisten in Bonn. Er lernte Herwarth Walden kennen, für dessen expressionistische Zeitschriften Die Aktion und Der Sturm er grafische Werke und Titelblätter entwarf. Walden zeigte 5 Werke Menses 1913 beim Ersten Deutschen Herbstsalon, davon eine Stromlandschaft im Abbildungsteil des Katalogs.
Mit seinem guten Freund Heinrich M. Davringhausen reiste er 1914 wieder nach Ascona. Im Ersten Weltkrieg war Mense Soldat in Belgien, Polen und Russland.
Mense gehörte zu den Mitbegründern der Gesellschaft für Kunst, welche die Zeitschrift Der Strom herausgab. 1918 trat er der Vereinigung Das Junge Rheinland und der Novembergruppe bei. Erste Einzelausstellungen in der Galerie Neue Kunst von Hans Goltz in München und im Kunstsalon Goldschmidt in Frankfurt folgten.
Nach seiner Heirat mit Vera Baske 1919 hielt Mense sich oft in München auf, wo er gute Kontakte zu Paul Klee und der Schwabinger Kunstszene unterhielt. Oskar Kokoschka, Georg Schrimpf, Alexander Kanoldt und Richard Seewald zählten zu seinem engeren Freundeskreis.
Mense reiste 1920 erstmals nach Italien, wo er sich bis 1925 immer wieder längere Zeit in Positano aufhielt. Richard Seewald und weitere Maler folgten dorthin.
1925 nahm er an der Ausstellung Neue Sachlichkeit in der Kunsthalle Mannheim teil. Im selben Jahr berief die Staatliche Akademie für Kunst und Kunstgewerbe in Breslau Mense als Professor, dort befreundete er sich mit Oskar Schlemmer und Oskar Moll. 1932 wurde die Breslauer Akademie geschlossen und der Maler verlor seine Anstellung. Die Verleihung des Rom-Preises 1933 der Deutschen Akademie Rom Villa Massimo verhalf ihm zu einem Stipendium in der Villa Massimo.
1937 wurde in der Nazi-Aktion „Entartete Kunst“ eine bedeutende Anzahl seiner Bilder aus dem Schlesischen Museum der Bildenden Künste und der Kunstsammlungen der Stadt (Schlossmuseum) Breslau, der Städtischen Kunstsammlungen Chemnitz, dem Städtischen Kunst- und Gewerbemuseum Dortmund, dem Museum für Kunst und Heimatgeschichte Erfurt, der Städtischen Kunstsammlung Gelsenkirchen, der Kunstsammlungen der Universität Göttingen, der Kunsthalle Hamburg, dem Wallraf-Richartz-Museum Köln, dem Staatlichen Meisteratelier Königsberg, der Städtischen Kunsthalle Mannheim, dem Landesmuseum Münster, der Städtischen Galerie Nürnberg, dem Schlossmuseum Weimar, dem Nassauischen Landesmuseum Wiesbaden und der Ruhmeshalle Wuppertal-Barmen beschlagnahmt. Fast alle wurden zerstört. Nur drei konnten nach 1945 sichergestellt werden, darunter ein Exemplar der Lithografie „Die Stigmatisierung des Heiligen Franziskus“ (38,1 × 23 cm, um 1922; Blatt 9 der 5. Mappe "Neue europäische Graphik. Deutsche Künstler", Bauhaus Drucke, Weimar, 1923), das die Klassik-Stiftung Weimar 1957 zurückerhalten hat, und die Kohle-Zeichnung „Kapelle und Dorf / Eifeldorf“ (16,5 × 17 cm), die sich wieder im Erfurter Angermuseum befindet.
Nach der Teilnahme als Frontoffizier im Zweiten Weltkrieg lebte Carlo Mense ab Ende 1944 wieder am Wohnort seiner Eltern in Bad Honnef, nachdem Bombenangriffe sein Atelier in Köln zerstört hatten.
1953 beteiligte er sich in der DDR mit vier Ölgemälden an der Dritten Deutschen Kunstausstellung in Dresden. Zu seinem 70. Geburtstag fand 1956 eine Einzelausstellung in Königswinter statt.
Am 9. Mai 1961 wurde er mit dem  Bundesverdienstkreuz 1. Klasse geehrt. Sein Grab befindet sich auf dem Alten Friedhof in Bad Honnef.